# Eixàrcia de treball d’una vela quadra

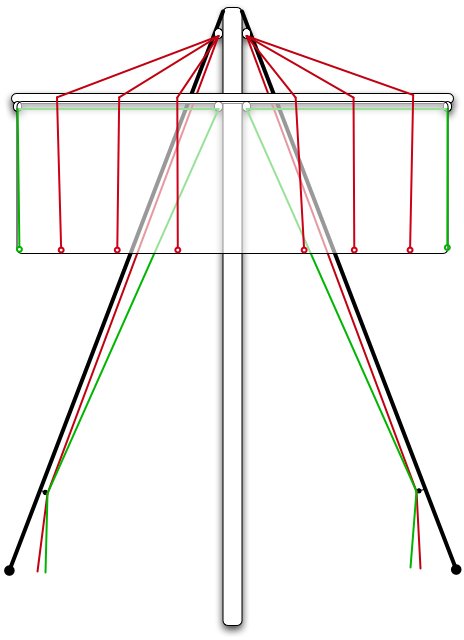
La figura representa una vela quadra amb 2 xafaldets (en verd) i 6 briols (en vermell). La vela es contempla des de la banda de proa (mirant de davant cap enrere) i figura que és semitransparent permetent veure la posició de les cordes que passen per la part posterior (dibuixades amb colors difuminats).

A diferència de l'eixàrcia de treball de les veles de tall, que és relativament senzilla, l'eixàrcia de treball d’una vela quadra és molt més complexa i consta de cordes diverses que responen a funcions específiques.

## Vela quadra
Una vela quadra té dos gràtils i dos caients :
- el gràtil és la vora superior
- els caients són les vores del costat (normalment identificats a partir del vent: caient de sobrevent, caient de sotavent)
- el gràtil d'escota és la vora inferior[2]

Una vela quadra va afermada per la part superior a una verga amb botafions propers al gràtil. Els botafions envolten la verga i es nuen entre si amb un nus apropiat. Els botafions dels extrems encaixen en un rebaix del penol; dos penols i dos rebaixos per verga que eviten el lliscament i mantenen la tensió inicial del gràtil de la vela. Els caients i el gràtil d’escota s'uneixen en els punys d’escota. Les escotes s'afermen als punys d’escota.

### Escotes
Les escotes o escotins van lligades als punys d'escota d'una vela quadra i permeten regular la tensió del gràtil d'escota des de coberta (amb els reenviaments, politges i desmultiplicacions que calgui).

## Hissar i arriar

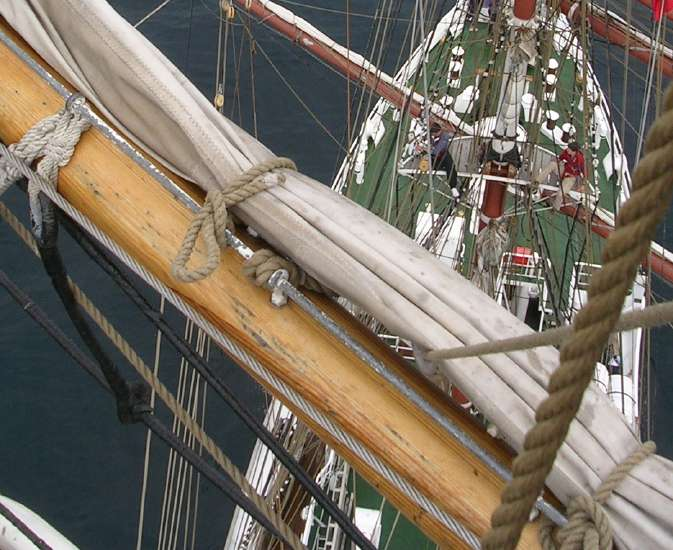
Detall de vela arriada i plegada, amb botafions nuats. El botafió és simple (una corda sola) i el nus emprat és un nus de pardal amb baga.

Hissar vol dir “desplegar la vela”. En una vela quadra equival a “deixar-la anar”, “deixar-la caure”. Per contra hissar una bandera o una vela de ganivet implica “fer-les pujar” tibant d’una drissa.
De manera semblant, arriar una vela quadra vol dir “plegar-la” (fent pujar el gràtil d’escota, amb tota la vela) per sota de la verga.

### Cordes implicades
El sistema clàssic d’hissar i arriar una vela quadra emprava dues menes de cordes anomenades xafaldets (dos per vela) i briols (normalment quatre per vela). Els caps dels briols i xafaldets anaven guiats cap al pal i redirigits per politges fins a coberta. D’aquesta manera el plegat i desplegat de la vela es podien fer sense necessitat de pujar fins a la verga. Ordenar els plecs i lligar la vela a la verga requerien la presència in situ de mariners que havien de pujar al pal i distribuir-se per la verga. Aquests mariners posaven els peus sobre un marxapeu i treballaven reposant el pit sobre la verga sense agafar-se amb les mans.

## Orientar la vela
Les vergues d’un aparell caire tradicional (aparell rodó, amb veles quadres) són perpendiculars als pals i poden girar uns 45 graus a cada banda. En funció de l’angle d'incidència del vent (vent aparent) cal orientar les vergues a la seva posició òptima. Aquesta funció es fa amb les braces.
Cada verga disposa de dues braces: braça d’estribord i braça de babord. En cada braça un dels caps va lligat al penol de la verga. La braça es reenvia (primer cap a popa o cap a proa, gairebé en posició horitzontal) fins a la coberta (amb les politges i desmultiplicacions que convingui). El cap de la braça de coberta es lliga al claviller corresponent.

## Resum
L'eixàrcia de treball d’una vela quadra consta de les cordes (cadascuna amb dos caps; vegeu Nota més avall) següents:
- dues braces (que permeten orientar la verga)[6]
- dues escotes (que permeten tensar el gràtil d’escota i posicionar les veles baixes)[7]
- dos xafaldets[8]
- quatre, sis o vuit briols[9]
- opcionalment algunes veles poden dur apagapenols[10]

Nota: Cada corda de les enumerades anteriorment pot ser simple (desviada per bossells fins al claviller corresponent) o enllaçada a una desmultiplicació.
|  |  |  |  |

## Casos particulars
|  |  |  |